# Phellinus appositus
Phellinus appositus är en svampart som först beskrevs av Joseph-Henri Léveillé, och fick sitt nu gällande namn av Narcisse Theophile Patouillard 1900. Phellinus appositus ingår i släktet Phellinus och familjen Hymenochaetaceae.   Inga underarter finns listade i Catalogue of Life.